# Municipio de Ocotlán
El municipio de Ocotlán es uno de los 125 municipios en que se encuentra dividido el estado mexicano de Jalisco. Se localiza al este del estado, en la ribera norte del lago de Chapala, siendo su cabecera la ciudad de Ocotlán.

## Geografía
El municipio de Ocotlán se localiza en el este del estado de Jalisco, formando parte de la región Ciénega, se encuentra en el extremo noreste del Lago de Chapala en los límites con el estado de Michoacán y exactamente en el punto donde surge del lago el río Grande de Santiago. Sus coordenadas extremas son 20°17′ - 20°30′ de latitud norte y 102°35′ - 102°53′ de longitud oeste; y a una altura que fluctúa entre un máximo de 2 200 y un mínimo de 1 600 metros sobre el nivel del mar. Tiene una extensión territorial de 243 364 kilómetros cuadrados que equivalen al 0.31% de la superficie estatal.
El territorio municipal de Ocotlán limita al noroeste con el municipio de Zapotlán del Rey, al norte con el municipio de Tototlán, al noreste con el municipio de Atotonilco el Alto, al sureste con el municipio de La Barca, al sur con el municipio de Jamay y al suroeste con el municipio de Poncitlán en el vaso del lago de Chapala.

### Clima y ecosistemas
El clima de la región donde se localiza la cabecera municipal es semicálido con temperatura media anual de 18 °C, con lluvias en verano. El clima del municipio es semiseco con invierno y primavera secos, y semicálido sin estación invernal definida. La temperatura media anual es de 21 °C.
La precipitación media anual es de 810 mm, con una máxima anual extraordinaria de 1,146 mm, mínima de 251.1 mm. La máxima promedio ocurrida en 24 horas es de 52.2 mm, siendo la estación lluviosa de julio a septiembre.
Los vientos dominantes van de este a oeste, aunque con variantes, y son de moderada velocidad.
El Lago de Chapala actúa como regulador del clima en Ocotlán, dada su cercanía a la ciudad, 2,500 metros, y además es refugio de aves acuáticas, fuente de obtención de recursos pesqueros, de ingresos por turismo y de abasto de agua a Guadalajara. Puede considerarse como área susceptible de decreto de prevención ecológica de interés estatal por encontrarse fuera de los límites municipales.
El área del municipio pertenece a la gran cuenca Lerma-Chapala-Santiago, región hidrológica Lerma-Santiago en donde se localiza el río Zula y el río Santiago, este que nace en el Lago de Chapala y es el eje de la gran cuenca y límite intermunicipal. En lo que respecta al río Zula, este recoge la mayoría de los escurrimientos del área y de la ciudad, corriendo de noreste a suroeste y cruzando Ocotlán para tributar al Santiago. El parteaguas entre las cuencas del Zula y del Santiago pasa por la ciudad originando con esto que los terrenos al este del Santiago descarguen al río Zula. Además se localizan tres presas al noreste del área y escurrimientos estacionales en la misma.
La superficie total del municipio ha sido decretada por la Comisión Nacional del Agua como “Área de Veda” para fines de extracción de agua, siendo los substratos acuíferos la fuente de abasto.
Cabe mencionar que, cercano al encuentro del río Zula con el Santiago, se construyó hace varias décadas el Canal de Ballesteros para fines de regulación hidráulica, ahora fuera de operación, que junto a otras obras en poblaciones cercanas controlaban los flujos y niveles del Lago de Chapala, cuya área ha sido ocupada con asentamientos en una parte de su cauce terraplenado.
Las inundaciones son frecuentes en algunas zonas de la ciudad, en terrenos ocupados, y se localizan al norte y oeste de la misma, originadas por azolves e incapacidad de desalojar en algunas partes de la red de alcantarillado o son bancos de material abandonados.
Los suelos dominantes pertenecen al tipo vertisol pélico; y como suelo asociado se encuentra el feozem háplico.
La mayor parte del suelo tiene un uso agrícola. La tenencia de la tierra en su mayoría corresponde a la propiedad privada.
Por lo que respecta a la cabecera municipal, la composición del suelo, en las zonas con pendientes de hasta 5 %, es vertisol pélico de textura fina, con una capa dúrica a menos de 0.50 metros de profundidad; esta composición abarca 65% de la superficie total y es fértil, permitiendo una agricultura variada y productiva, presentando dificultad en su manejo por dureza cuando secos y por ser pegajosos cuando húmedos, con problemas de anegación.
El suelo es expansivo por su alto contenido de arcillas. No se encontraron suelos con erosión manifiesta, salvo un banco de material, al sur de la población y a bordo de la carretera a Jamay, en terrenos abruptos.
En el municipio las especies que componen la flora son: pino, encino, eucalipto, mezquite, pitahayo, nopal, huizache, guamúchil, sauz y sabino.
En la cabecera municipal la vegetación original, ha desaparecido casi en su totalidad en los terrenos planos, y tan sólo se conserva un poco de ella en los cerros Mesa de Los Ocotes y El Gomeño, la cual consiste en “bosques naturales de encino” en sus cimas y “matorral subinerme”, en sus laderas, con pastos naturales e inducidos. El envolvente del área urbana, correspondiente a terrenos planos, es utilizado en actividades agrícolas y agropecuarias, con cultivos de temporal y de riego. También se detectan manifestaciones de “vegetación de galería” en algunos márgenes de cauces.
En general se aprecia la ciudad en el centro de una llanura, con cercanías a cerros de formas suaves y poca altura, que va de los 400 a los 500 metros; la ausencia de vegetación relevante permite identificar la zona llana como uso agrícola, lo cual es avalado por la calidad de sus suelos y la bondad de su clima, apreciándose un espacio abierto y generoso, con edificios símbolo al centro, denominado la ciudad. Otros sitios de interés paisajístico que merecen ser apuntados lo constituyen la ribera del lago, donde se dan usos turísticos, y las riberas del río Zula cuando cruza la ciudad, sin ser aprovechada esta situación en todo su potencial.
Por lo que corresponde a la fauna del municipio, se dan especies como: el venado, gato montés, ardilla, zorrillo, conejo, armadillo, liebre, coyote y diversas aves.
La proliferación de mosquitos es grande en la zona metropolitana de Ocotlán y en la región que circunda el Lago de Chapala, motivo por el que la mayoría de las construcciones incorporan "mosquiteros" o mallas para evitar la invasión residencial. El uso de repelentes es recomendable para la mejor estadía de los visitantes.

### Uso de suelo
En esta área se estima un 60 % del suelo con capacidad de uso agrícola “intensa” y “moderada” y una mínima porción como “muy intensa” que se ubica fuera de los límites municipales; el resto del área que no ocupa la ciudad son los suelos de los cerros Mesa de Los Ocotes y Gomeño, con capacidad para soportar usos de: praticultura, forestal y vida silvestre, y donde se deberá poner énfasis en la conservación de la vegetación original en tales promontorios. Hay una porción de suelo con uso potencial turístico y digno de conservación, como es la ribera del lago.
Dentro del envolvente del área urbana existe, como significativa la propiedad social, que representa una buena parte de la superficie, estimándose en un 30 %. Mucho del crecimiento se ha dado en terrenos de este régimen de tenencia, con los consiguientes problemas legales y operativos.

## Demografía
De acuerdo a los resultados del Censo de Población y Vivienda de 2010 realizado por el Instituto Nacional de Estadística y Geografía, la población total del municipio de Ocotlán asciende a 92 967 personas.
La densidad poblacional es de 382.01 habitantes por kilómetro cuadrado.

### Localidades
En el censo de 2020 el municipio de Ocotlán contaba con 51 localidades.
| Código INEGI      | Localidad          | Población (2020) |
| ----------------- | ------------------ | ---------------- |
| 140630001         | Ocotlán            | 94 978           |
| 140630028         | San Martín de Zula | 2 654            |
| 140630026         | San Andrés         | 1 578            |
| 140630010         | Joconoxtle         | 1 195            |
| 140630011         | San Vicente        | 1 184            |
| Otras localidades | Otras localidades  | 4 461            |
| Total municipal   | Total municipal    | 106 050          |

## Política

### Representación legislativa
Para la elección de diputados locales al Congreso de Jalisco y de diputados federales a la Cámara de Diputados federal, el municipio de Ocotlán se encuentra integrado en los siguientes distritos electorales:
Local:
- Distrito electoral local de 15 de Jalisco con cabecera en La Barca.[6]

Federal:
- Distrito electoral federal 15 de Jalisco con cabecera en La Barca.[7]